# 蔡枢 (仙游)
蔡枢（？—？），字子历，福建路兴化军仙游县人（今福建省莆田市仙游县），北宋政治人物，蔡襄之曾孙，蔡伸之子。
宋徽宗政和五年与父同科进士，历任西京提举、学司主管等，官至朝散郎，45岁时致仕。